# Lamborghini 350 GT
El Lamborghini 350 GT es un automóvil deportivo, fue el primer modelo producido por Lamborghini, basado en el prototipo 350 GTV, en primer lugar se mostró en el Salón del Automóvil de Ginebra en 1964. Fue el primer vehículo producido en serie por Lamborghini.

## Características
El nombre del 350 GT deriva de su motor, un V12 de 3,5 litros con levas cuádruples. El 350 GT disponía de suspensión trasera independiente, mientras que Ferrari y muchos otros fabricantes aún utilizaban ejes rígidos traseros. 
La carrocería del 350 GT es un diseño 2+1 semi-fastback ideado por la empresa Carrozzeria Touring de Milán (Italia). 
Entre los años 1964 y 1966 se fabricaron 120 unidades del 350 GT.

## Especificaciones técnicas
| Cilindrada         | 3464 centímetros cúbicos                                                                                        |
| Cilindros/válvulas | 12 en V a 60°, 24 válvulas (2 válvulas por cilindro)                                                            |
| Alimentación       | 6 carburadores Weber 40 DCOE 2                                                                                  |
| Caja               | Transmisión: manual de 5 velocidades                                                                            |
| Suspensión         | Independiente                                                                                                   |
| Frenos             | De disco, con discos de 280 mm los frontales y de 275 mm los traseros                                           |
| Ruedas             | Llantas: Borrani de 6.5 x 15" las delanteras y las traseras Neumáticos: HS 205/15 los delanteros y los traseros |
| Tanque             | 80 litros en 2 tanques                                                                                          |
| Velocidad máxima   | 250 km/h (156 mph)                                                                                              |
| 0-100 km/h         | 6,8 segundos |
| Potencia máxima    | 280 CV a 6.500 rpm, par máximo: 325 Nm a 4.500 rpm                                                              |
| Precio actual      | 600.000 $ en adelante $                                                                                         |